# Loricaria apeltogaster
Loricaria apeltogaster es una especie de peces de la familia Loricariidae en el orden de los Siluriformes.

## Morfología
Los machos pueden llegar alcanzar los 26 cm de longitud total.

## Distribución geográfica
Se encuentran en Sudamérica: cuencas de los ríos  Uruguay,  Paraná y  Paraguay.